# خافيير كاسو
خافيير كاسو (بالإسبانية: Javier Caso)‏ هو لاعب كرة قدم مكسيكي، ولد في 20 مارس 1986 في خالابا في المكسيك. لعب مع كروز آزول.

## وصلات خارجية
- خافيير كاسو على موقع قاعدة بيانات كرة القدم.إي يو (الإنجليزية)